# Chelobasis laevicollis
Chelobasis laevicollis is een keversoort uit de familie bladkevers (Chrysomelidae). De wetenschappelijke naam van de soort werd in 1879 als Arespes laevicollis gepubliceerd door Charles Owen Waterhouse.